# 上野石之助
上野 石之助（うわの いしのすけ、1922年10月 - 2013年）は、元日本国籍のウクライナ人。ウクライナでは「ウバーノ・イシノスキー(ウクライナ語: Увано Ісіносуке)」の名で生活していた。

## 経歴
上野は岩手県九戸郡大野村（現在の洋野町）出身の元日本陸軍兵士。1935年に旧大野村尋常小学校を卒業。1943年に召集され、南樺太の陸軍部隊に所属し、樺太で終戦を迎えた。終戦後もそのまま樺太に残留、現地で結婚していたが1958年を最後に連絡が途絶え、2000年に盛岡家庭裁判所で戦時死亡宣告が確定していた。
1958年に連絡が途絶えた後、妻の実家があるウクライナの首都キエフの西にあるジトーミル市に1965年に移住したが、その間の経緯については本人が明かしていないため不明。
2006年4月19日に63年ぶりに来日し、その際に最初に喋った言葉が「Здравствуйте [zdrá:stvujtje]！」、ロシア語で「（皆さん）こんにちは！」の意味の言葉であった。
ちなみに、上野は長いウクライナでの生活の中で日本語をほとんど忘れてしまったが、日本で買った本で電話で日常生活を伝えられる程度は思い出したとされる。好きな歌はウクライナ国歌であるという。
洋野町内には実の弟と妹とその家族が暮らしていた。
その後はウクライナと日本を往復する生活を続けていたが、2013年に死去した。